# Kana Ueda
Pour les articles homonymes, voir Ueda (homonymie).
Kana Ueda (植田 佳奈, Ueda Kana) née le 9 juin 1980 à Ikoma, dans la préfecture de Nara est une seiyū.

## Biographie

### Enfance et formation
Kana Ueda est née le 9 juin 1980 à Ikoma, dans la préfecture de Nara.
Elle a grandi dans la ville de Higashiosaka, dans la préfecture d’Osaka.

### Carrière
Elle a fait ses débuts en tant que doubleuse en 2001.
Elle travaille pour l'entreprise Kabushikigaisha Aimuentāpuraizu (ja).
Elle double la voix de Mikan Sakura, le personnage principal du manga Gakuen Alice. Selon l'Imdb film, elle a doublé 37 films.
Elle est également la voix de Hayate Yagami dans Magical Girl Lyrical Nanoha A's et StrikerS. Elle double la voix de la princesse sirène de l'Océan Indien (Sara) dans Mermaid Melody.

## Filmographie

### Anime

#### 2001
- Angelic Layer : Ringo Seto[5]
- Chance Pop Session : Jun Morimura
- Cyborg 009, le soldat cyborg : Cyborg 001 / Ivan Whisky
- Final Fantasy: Unlimited : Herba
- Great Dangaioh : Ryoko Sugi

#### 2002
- SAMURAI DEEPER KYO : Antera

#### 2004
- Bakuretsu tenshi : Yoko
- Daphne in the Brilliant Blue : Shizuka Hayama
- Doki Doki School Hours : Minako Tominaga[5]
- L'Académie Alice : Mikan Sakura / Amanatsu
- Kannazuki no miko : Korona / Orochi
- Kujibiki Unbalance : Lisa Humvee
- Maria-sama ga miteru : Yumi Fukuzawa
- Melody of Oblivion : Kyu-chan
- Pichi Pichi Pitch : La Mélodie des sirènes : Sara
- Ragnarök the Animation : Lisa
- Tactics : Edogawa Miyako
- The Marshmallow Times : Jasmine / Pansy
- Uta Kata : Minami

#### 2005
- Gokujō Seitokai (ja) : Kotoha Kutsugi
- He Is My Master : Anna Kurauchi
- La Fille des enfers : Mayumi Hashimoto
- Loveless: Yuiko Hawatari[5]
- Magical Girl Lyrical Nanoha A's : Hayate Yagami[5]
- Mega Man NT Warrior : Pink Bunny
- Pani poni dash! : Kurumi Momose
- Petopeto-san (ja) : Hatoko Fujimura

#### 2006
- Shinigami no ballad : Yutaka Fujishima
- Glass Fleet (en) : Eimer
- Kashimashi ~Girl Meets Girl~ : Hazumu Osaragi
- Mega Man Star Force : Luna Platz
- Pumpkin Scissors : Lili Stecchin
- Takutikaru Roa (ja) : Sango Fukami
- Tokkō : Suzuka Kureha

#### 2010
- Maid Sama! : Subaru Saotome

#### 2012
- Girls und Panzer : Momo Kawashima

#### 2016
- Sakamoto, pour vous servir ! : Mī-chan

#### 2021
- 86: Eighty-Six : Grethe Wenzel
- Hori-san to Miyamura-kun : Yuki Yoshikawa

#### 2023
- My Happy Marriage : Kanoko Saimori

### Jeu vidéo[5]
- ASH: Archaic Sealed Heat : Maritie
- Beatmania IIDX : Iroha Umegiri
- BlazBlue: Calamity Trigger, Portable, Continuum Shift, ChronoPhantasma, Central Fiction, Battle × Battle, Clone Phantasma' : Rachel Alucard
- Disgaea 2: Cursed Memories, Disgaea 3: Absence of Justice : Yukimaru
- Dynamic Slash : Awilda
- Enchanted Arms : Karin
- Ever17 -the out of infinity- : Sara Matsunaga
- Fate/Extra : Rin Tōsaka
- Fate/EXTRA CCC : Rin Tōsaka
- Fate/stay night : Rin Tōsaka
- Fate/tiger colosseum : Rin Tōsaka
- Fate/tiger colosseum Upper : Rin Tōsaka, Kaleido Ruby
- Genshin Impact : Yoimiya (Pyro)
- Growlanser IV 〜Wayfarer of the time〜, Growlanser IV Return, Growlanser IV Over Reloaded : Mell
- Halo 3: ODST : Saydy
- Hyperdimension Neptunia, mk2, Victory, Re;Birth 1, Re;Birth 2: Sisters Generation, Re;Birth 3: V Generation : IF
- Infinite Undiscovery : ROKA
- Megadimension Neptunia VII : IF
- Naraka: Bladepoint : Matari
- Nendoroid Generation : Rin Tōsaka
- PangYa : Erika
- Queen's Gate Spiral Chaos : Alice
- Record of Agarest War, Record of Agarest War: Re-appearance : Ellis
- The Seven Deadly Sins : Grand Cross : Sabunak
- Star Ocean: First Departure : Erys Jerand
- Summon Night: Swordcraft Story 2 : Aera Colthearts
- Summon Night: Twin Age : Reiha
- Tales of Graces : Pascal
- Genshin Impact : Yoimiya
- Guardian Tales : Lorainne
- Sdorica : Izumi, Izumi SP
- Wuthering Waves: Carlotta (Glacio)

## Discographie

### Génériques

#### 2004
- L'Académie Alice : Pikapika no Taiyou et Shiawase no Niji

## CD drama

### 2007
- Neuro, le mange-mystères